# Die Präsidentin (Comic)
Die Präsidentin (französisch La Présidente) ist ein französischer Comic des französischen Historikers François Durpaire, zeichnerisch umgesetzt von Farid Boudjellal. In der Serie geht es um das Schicksal Frankreichs nach einem fiktiven Wahlsieg der rechtsextremen Politikerin Marine Le Pen bei den Präsidentschaftswahlen 2017.

## Inhalt
Die Stichwahl zum französischen Präsidenten 2017 wird knapp von Marine Le Pen vom Front National gewonnen. Große Teile der Öffentlichkeit sind schockiert, vor allem die Politiker anderer Parteien, Kommentatoren in den Medien und Vertreter der Wirtschaft. Dennoch gelingt es dem Front National schnell, den rechten Flügel der Republikaner und Teile der Wirtschaftselite für sich zu gewinnen. Das Kabinett von Marine Le Pen besteht so nicht nur aus FN-Politikern, sondern auch Vertretern anderer rechter Parteien, vor allem den Republikanern. So siegen sie auch bei den folgenden Parlamentswahlen, in denen sowohl der FN als auch die Republikaner je ein Drittel der Sitze erringen. Mit dieser Macht ausgestattet, geht die Präsidentin an die Umsetzung ihres Parteiprogramms: Das behördliche Handeln gegenüber Ausländern und eingewanderten Franzosen wird verschärft, Reisefreiheit eingeschränkt, Erwerb der Staatsbürgerschaft oder einer Aufenthaltsgenehmigung erschwert und die Abschiebung massiv verstärkt, die Medien unter Druck gesetzt und ein Referendum zum Austritt aus dem Euroraum angesetzt. Daneben werden die Befugnisse und Ausstattung der Geheimdienste und Polizei erheblich erweitert sowie zusätzlich Daten über politische Gegner gesammelt. Rechtsradikale Strömungen sind durch die politischen Erfolge des FN ermuntert und es kommt häufiger zu Anfeindungen und Gewalt.
Gegen viele der Maßnahmen der Regierung wird protestiert, die sich jedoch dadurch nicht abbringen lässt und politische Gegner mit über sie gesammelten Informationen unter Druck setzt oder Politiker und Künstler unter dem Vorwurf der Terror-Unterstützung festnehmen lässt. Nach der Volksabstimmung tritt Frankreich aus dem Euroraum aus und der über die Einhaltung der Verfassung wachende Verfassungsrat wird abgeschafft. Der Euroaustritt führt zu sofortigen Wertverfall des Franc und französischer Unternehmen. Außenpolitisch bemüht sich Marine LePen um intensivere Beziehungen nach Südostasien sowie zu Russland. Der Versuch einer Verständigung mit den früheren EU-Partnern und den Vereinigten Staaten unter Präsidentin Hillary Clinton endet mit dem vom FN angekündigten Austritt aus der NATO. Die Bevorzugung der europäischstämmigen Bevölkerung in den Überseegebieten führt dort zu Konflikten und schließlich Aufständen, die mit der Armee niedergeschlagen werden sollen. Während sich dann zum Jahreswechsel von 2017 zu 2018 die Wirtschaftskrise, Arbeitslosigkeit und Proteste immer weiter verschärfen, wird der Präsident der Nationalversammlung von einer rechtsradikalen Gruppe entführt. Diese wirft der ihnen zu gemäßigten Marie Le Pen Verrat vor und fordert die Übergabe der Macht. Andernfalls drohen sie mit einem Putsch. Die Regierung macht Islamisten für die Entführung verantwortlich und ruft den Ausnahmezustand aus.
Neben der Schilderung der politischen Ereignisse begleitet die Geschichte eine kleine Familie, bestehend aus Antoinette Giraud, die noch in der Résistance gekämpft hatte, ihren Enkeln Stéphane und Tariq sowie Fati, die aus dem Senegal stammt. Während Antoinette durch die Ereignisse immer mehr in Wut gerät und Fati, die in Paris aufgewachsen ist, befürchtet in ein ihr fremdes Land abgeschoben zu werden, versucht Stéphane in einem Blog gegen den politischen Rechtsruck anzukämpfen. Er und Fati werden ein Paar, doch dann wird auch sie abgeschoben. Durch die Aufregung über die Abschiebung stirbt Antoinette. Tariq und Stéphane wollen den Widerstand fortsetzen, werden letztlich aber selbst festgenommen.

## Entstehung und Veröffentlichung
Der Historiker François Durpaire befürchtete nach dem Sieg des Front National bei den Europawahlen 2014, bei denen die Partei stärkste Kraft war, dass einige Jahre später tatsächlich eine Kandidatin der extremen Rechten die Präsidentschaftswahl gewinnen könnte. Dass stattdessen 2015 der Roman Unterwerfung, in dem es um den Sieg eines muslimischen Kandidaten geht, großen Erfolg hatte und Diskussionen auslöste, empfand Durpaire als Wirklichkeitsverweigerung gegenüber dem Erstarken der politischen Rechten. Daher beschäftigte er sich intensiv mit dem Programm des Front National und entwarf ein Szenario für die ersten Monate nach einem Sieg von Marine Le Pen. Er wählte die Form einer Graphic Novel, da er so „ein breites Publikum erreichen“ könne und „Bilder das Denken anregen“. Dazu tat er sich mit dem Zeichner Farid Boudjellal zusammen. Der verwendete für seine in schwarz-weiß gehaltenen Zeichnungen oft Fotografien als Vorlage, vor allem bei der Abbildung bekannter Politiker und Persönlichkeiten. Für sein Szenario geht Durpaire davon aus, dass die republikanische Rechte gespalten ist und mit ihren mehreren Kandidaten im ersten Wahlgang der Kandidaten der Rechtsextremen unterliegt sowie es einem erneut kandidierenden François Hollande nicht gelingt, im zweiten Wahlgang eine republikanische Front hinter sich zu vereinen. Für die sich nach Machtübernahme des Front National ergebende Entwicklung nahm Durpaire das Programm der Partei als Grundlage und konsultierte Experten für einzelne Bereiche, so Emmanuel Lechypre für Wirtschaft und Wallès Kotra für die Überseegebiete. Besondere Aufmerksamkeit legte Durpaire auf den Ausbau des Überwachungsstaates, der bereits im demokratischen Frankreich weit fortgeschritten sei. In seinem Vorwort zur deutschen Ausgabe zieht Ulrich Wickert Parallelen zu anderen rechten Bewegungen in Europa, deren Programme ähnliches befürchten ließen wie die im Buch für Frankreich skizzierten, darunter die FPÖ in Österreich oder die AfD in Deutschland.
Der erste Band erschien im November 2015 bei Les Arènes in Frankreich. Es folgten zwei weitere Bände mit den Titeln Totalitaire und La Vague im Oktober 2016 und März 2017. Eine deutsche Übersetzung des ersten Bandes erschien 2016 bei Jacoby & Stuart. Zusätzlich zum Vorwort des Autors enthält es ein zweites Vorwort von Ulrich Wickert. In die Übersetzung wurden einige politische Aktualisierungen eingearbeitet, so das erfolgreiche Brexit-Votum. Auszüge aus dem Comic erschienen als Teil eines Gastbeitrags von François Durpaire in der Zeit im Vorfeld der französischen Präsidentschaftswahl 2017.
Am Theater Magdeburg wurde im Sommer 2018 eine Bühnenadaption des Comics aufgeführt. Regie führte Cornelia Crombholz und die Hauptrolle spielte Corinna Harfouch.

## Rezeption
In Frankreich verkaufte sich der erste Band des Comics über 100.000 Mal in den ersten drei Monaten nach Erscheinen.
Laut Andreas Platthaus zeige allein schon, dass damit gerechnet wurde, dass Marine Le Pen in die Stichwahl kommt, wie nahe Durpaires Szenario an der Wirklichkeit ist. Dass im politischen Teil der Geschichte ausschließlich bekannte Politiker agieren, ermögliche es, deren Verhalten um die tatsächliche Präsidentschaftswahl mit der Prophezeiung zu vergleichen. Und der gezeigte Tod und das Staatsbegräbnis für Jean-Marie Le Pen wiesen einen deutlichen Bezug zum Anfang der Zeit des Nationalsozialismus, in der Hindenburgs Tod Anlass eines Staatsakts war. Die Nebengeschichte über die Widerstandskämpfer sei dagegen klischeehaft, im Sinne der Aufklärung und um auch Helden zu zeigen aber akzeptabel. Die Zeichnungen „simulieren dokumentarische Berichte und taugen dank ihrer vor allem auf Porträtähnlichkeit ausgerichteten Ästhetik“, stünden aber nicht auf einer Höhe mit den Texten und könnten enttäuschen. Die Geschichte lebe „von ihrem Stoff, nicht von ihrer Form“.
Der Tagesspiegel urteilt, Die Präsidentin sei auf Grund des Inhalts sehr textlastig und für den deutschen, mit der französischen Politik nicht vertrauten Leser nicht immer leicht zugänglich. Dennoch entstehe ein ausreichender Erzählfluss und für Interessierte biete die Geschichte viele Informationen zur Politik Frankreichs und besonders dem Front National. Mit der ehemaligen Résistance-Kämpferin entstehe eine direkte Verknüpfung des Kampfes gegen die rechtsextreme Regierung mit dem Widerstand gegen die deutsche Besatzung. Dass zusätzlich noch einer ihrer Enkel Sohn eines Algeriers und die Freundin des anderen Senegalesin ist, bringe zwar auch noch die französische Kolonialgeschichte mit ein, sei aber zu viel und wirke gewollt. Auch kommen die Wähler des Front National und ihre Motivation überhaupt nicht vor. Und die Geschichte zeige mit der Form des Widerstands „eine Tragödie der gegenwärtigen Post-Politik offenbar: Eine unpolitisch und hedonistisch vor sich hinlebende Jugend wählt auch in der Krise der Demokratie individualistische Strategien, denn Massenorganisationen bleiben ihr suspekt.“ Der straff organisierte Front National ist der chaotischen Opposition überlegen. So holpere „die Geschichte so manches Mal, die Protagonisten wirken bisweilen hölzern und ihre Mimik gibt Rätsel auf“. Dennoch sei der Comic als Warnung wichtig und lesenswert, „weil perspektivenreich erzählt und nicht belehrend“. Auch für Frank Meyer beim Deutschlandfunk gehören die Szenen mit der Widerständlergruppe zu den weniger gelungenen Elementen der Graphic Novel. Interessant sei dagegen die Projektion des FN-Programms in die Zukunft. Außerdem wird positiv hervorgehoben, wie die Anbiederung von Prominenten an die neue Macht mit scharfem Spott geschildert wird.